# The Remixes III: Mix Rice Plantation
Pour les articles homonymes, voir The Remixes.
Albums de Every Little Thing
ELT Trance
(2002) Many Pieces
(2003)
The Remixes III, sous-titré ~Mix Rice Plantation~, est (malgré son titre) le quatrième (ex aequo avec ELT Trance) album de remix de chansons du groupe Every Little Thing.

## Présentation
L'album sort le 27 février 2002 au Japon sur le label Avex Trax, un an après le précédent album original du groupe, 4 Force (entre-temps sont sortis son album de remix Super Eurobeat Presents Euro Every Little Thing et sa compilation Every Ballad Songs) ; il sort le même jour qu'un autre album de remix du groupe mais de genre trance : Cyber Trance Presents ELT Trance. Il atteint la 19e place du classement des ventes de l'Oricon, et reste classé pendant trois semaines.
C'est le troisième et dernier d'une série d'albums de remix homonymes du groupe, après The Remixes sorti en 1997 (consacré aux titres du premier album Everlasting) et The Remixes II sorti en 1998 (consacré aux titres du deuxième, Time to Destination).
L'album contient des versions remixées par différents DJs de treize chansons du groupe parues précédemment en single dans leur version d'origine (sauf la dernière, Kimochi, titre inédit de la compilation Every Best Single +3). Des onze singles sortis après le précédent album de la série paru fin 1998, seules ont été exclues Someday, Someplace, la première chanson de Pray / Get Into a Groove, et la deuxième de Fragile / Jirenma ; la troisième chanson de Rescue Me / Smile Again (The One Thing) y est aussi remixée. La majorité des titres a été composée par Mitsuru Igarashi, qui a quitté le groupe deux ans auparavant.

## Liste des titres
| CD    | CD                                                                        | CD                         | CD    | CD | CD | CD | CD | CD | CD |
| No    | Titre                                                                     | Remixeurs                  | Durée |    |    |    |    |    |    |
| ----- | ------------------------------------------------------------------------- | -------------------------- | ----- | -- | -- | -- | -- | -- | -- |
| 1.    | Jump -*cbsmgrfc Obrigado Mix- (jump ...)                                  | Cubismo Grafico            | 6:19  |    |    |    |    |    |    |
| 2.    | Over and Over -A Mais Querida Remix-                                      | Sunaga T Experience        | 5:02  |    |    |    |    |    |    |
| 3.    | Forever Yours -Sunflower Mix- (FOREVER YOURS -SUNFLOWER MIX-)             | K-Taro                     | 4:58  |    |    |    |    |    |    |
| 4.    | The One Thing -*cbsmgrfc Topgear Mix- (de Rescue Me / Smile Again)        | Cubismo Grafico            | 5:28  |    |    |    |    |    |    |
| 5.    | Ai no Kakera -Smoove Mix- (愛のカケラ ...)                                | Hitoshi Harukawa           | 4:57  |    |    |    |    |    |    |
| 6.    | Sure -Grow Sound Mix- (sure ...)                                          | DJ Soma & Hitoshi Harukawa | 4:32  |    |    |    |    |    |    |
| 7.    | Smile Again -Jin Jin Mix- (de Rescue Me / Smile Again)                    | K-Taro                     | 4:37  |    |    |    |    |    |    |
| 8.    | Fragile -FPM Bitter Sweet Samba Mix- (fragile ... ; de Fragile / Jirenma) | Fantastic Plastic Machine  | 5:00  |    |    |    |    |    |    |
| 9.    | Graceful World -Promised Mix-                                             | K-Taro                     | 5:20  |    |    |    |    |    |    |
| 10.   | Rescue Me -Grow Sound Mix- (de Rescue Me / Smile Again)                   | B.K.O. & DJ Soma           | 7:22  |    |    |    |    |    |    |
| 11.   | Necessary -Feeling Is Jammin' Mix- (NECESSARY ....)                       | Hitoshi Harukawa           | 4:40  |    |    |    |    |    |    |
| 12.   | Get Into a Groove -Sunaga't Experience's Remix- (de Pray / ...)           | Sunaga T Experience        | 6:31  |    |    |    |    |    |    |
| 13.   | Kimochi -*cbsmgrfc Blissfull Mix- (キモチ ; de Every Best Single +3)      | Cubismo Grafico            | 5:15  |    |    |    |    |    |    |
| 70:01 |                                                                           |                            |       |    |    |    |    |    |    |

Crédits
- Compositions : Mitsuru Igarashi, sauf n°1 (Kaori Mochida), n°5 (Kunio Tago), n°6 (ELT), n°8 (Kazuhito Kikuchi), n°9 (Yasuo Otani).
- Paroles : Mitsuru Igarashi (n°2, 3, 10, 11, 12), Kaori Mochida (n°1, 5, 6, 8, 9, 13), ELT (n°4 et 7).